# 生活型態
生活型態（英語：Lifestyle；德語：Lebensstil 或 Lebensart、Lebensweise），社會學中，生活型態（或生活風格、生活方式）是一個人（或團體）生活的方式。這包括了社交互动模式、消費模式、娛樂模式和穿著模式等。生活型態通常也反映了一個人的態度、價值觀或世界觀。
一個人擁有某種「生活型態」，這意味著他可能是有意識或無意識地從許多組行為當中選擇出其中之一。
在商業中，生活型態成為了商人鎖定消費者的方法，他們會努力將產品去符合消費者的期待。
生活型態這個词很明顯地首次出現於1939年。美國未來學家（Alvin Toffler）預言了在後工業社會中，隨著社會多元化的增加將會有一波生活型態的大爆發。

## 相關主題
- 生活
- 文明病（Lifestyle diseases）
- 生命的意義
- 朋友與友誼
- 生活型態列表
- 次文化
- 反文化